# Hala Urania w Olsztynie

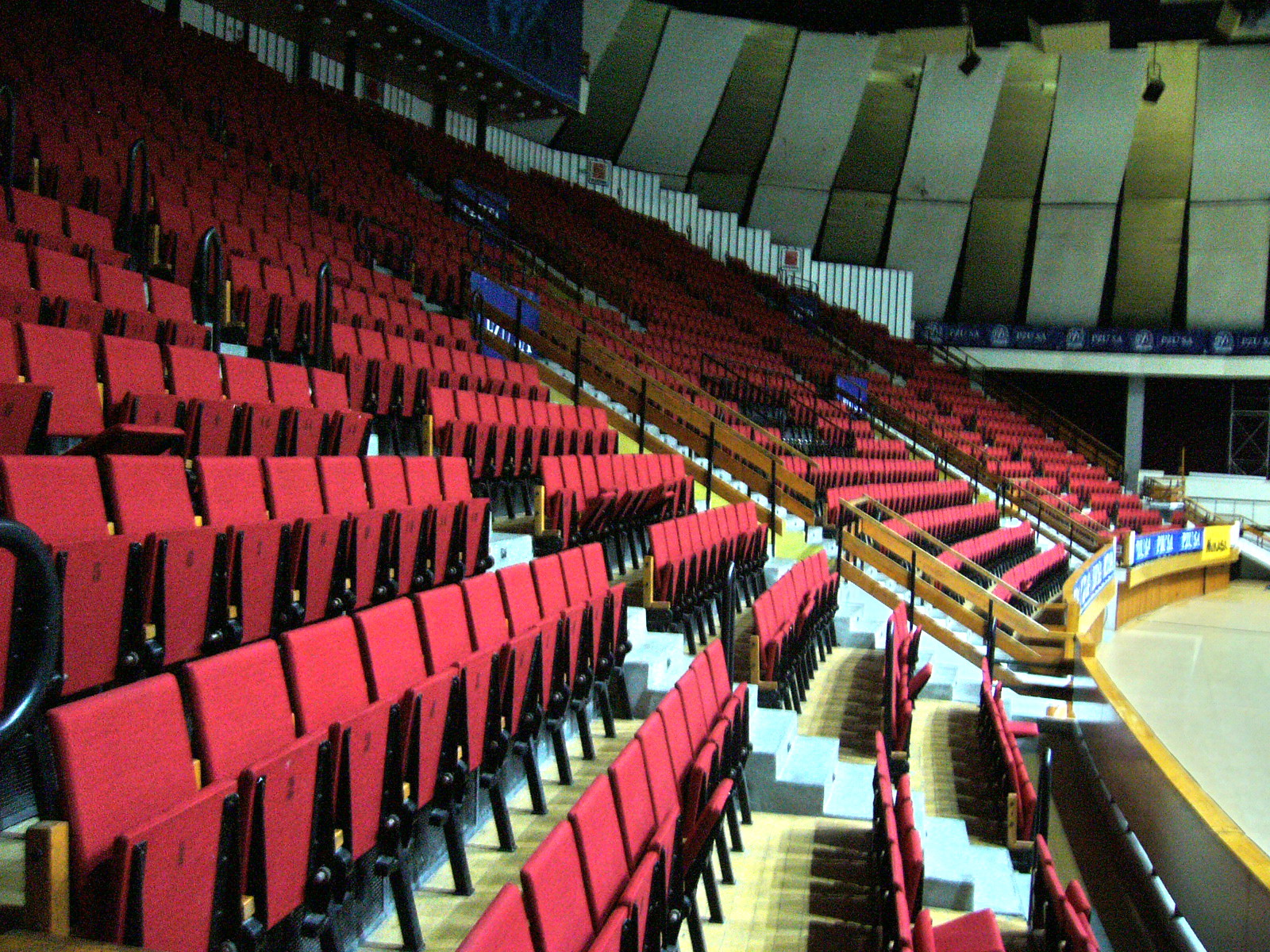
Widok na dużą trybunę

Hala widowiskowo-sportowa „Urania” – hala sportowo-widowiskowa w Olsztynie przy alei Marszałka Józefa Piłsudskiego 44, wybudowana w latach 1972–1978 i otwarta 1 września 1978, przebudowana w latach 2021–2023 i ponownie otwarta 15 grudnia 2023.

## Historia hali
Decyzję o budowie hali podjęto w 1972 r., a 1 września 1978 oficjalnie ją otwarto. Posiadała ona dużą salę sportową z pełnowymiarowym boiskiem do piłki ręcznej, koszykowej, siatkowej, unihokeja, tenisa, badmintona, halowej piłki nożnej oraz małą specjalistyczną salę do sportów walki, gimnastyki korekcyjnej z siłownią. Widownia, po dostawieniu dodatkowych trybun, mogła pomieścić ok. 2500 widzów. Odbywały się w niej zawody sportowe (również rangi międzynarodowej), widowiska artystyczne, targi, wystawy i koncerty. Urania jest domowym obiektem siatkarzy AZS UWM Olsztyn. Od 14 października 2004 mieściło się tu olsztyńskie Muzeum Sportu. Do 2008 r. była również miejscem rozgrywania Memoriału im. Huberta Wagnera.
W 2006 r. rozpoczęły się dyskusje na temat budowy nowej hali lub przebudowy istniejącej. W kolejnych latach dokonywano doraźnych prac m.in. polegających na łataniu przeciekającego dachu. W 2016 r. zdecydowano jak będzie wyglądała nowa hala. W 2020 r. zatwierdzono dofinansowanie RPO na przebudowę obiektu. 26 marca 2021 rozegrano ostatni mecz w hali przed przebudową. Umowę na wykonanie przebudowy podpisano w czerwcu 2021 r., po czym rozpoczęto prace, które zakończono pod koniec 2023 r. Przebudowana hala została oficjalnie otwarta 15 grudnia 2023.

## Dane obiektu
Przed przebudową hala dysponowała 2300 miejscami siedzącymi przy pełnowymiarowym boisku, a po przebudowie jest to 4046 miejsc. W nowym obiekcie poza głównym boiskiem znajduje się też mniejsza sala, lodowisko i podziemny garaż.

## Imprezy sportowe

### Mecze PlusLigi
Od 1983 r. domowy obiekt siatkarzy AZS Olsztyn.

### Mecze Superligi
W latach 2005–2012 w hali mecze w ramach rozgrywek Superligi rozgrywali szczypiorniści Warmii Olsztyn.

### Mecze reprezentacji Polski
Hala Urania sześć razy gościła siatkarski Memoriał Huberta Jerzego Wagnera. Pierwszy turniej odbył się w 2003 r. Polacy w Olsztynie wygrali go dwa razy, w 2006 r. i 2008 r.. W obiekcie występowała także reprezentacja szczypiornistów. W 2005 r. podopieczni Bogdana Wenty pokonali Szwecję 32:26 w ramach kwalifikacji do Mistrzostw Europy. W 2009 r. w eliminacjach do imprezy tej samej rangi wygrali z Turcją 32:21 a rok później w meczu towarzyskim pokonali Litwę 25:22.

### Gale KSW
7 czerwca 2024 Urania po raz pierwszy ugościła największą organizację mieszanych sztuk walki w Polsce - KSW. Podczas gali KSW 95: Wikłacz vs. Przybysz 5 doszło do dwóch walk o pasy mistrzowskie.